# برسية رأس الرجاء
برسية رأس الرجاء (الاسم العلمي:Gnaphalium capense) هي نوع من النباتات تتبع جنس البرسية من الفصيلة النجمية.